# Lissanthe
Lissanthe (лат.) — род растений семейства Вересковые.

## Описание
Прямостоячие кустарники. Листья яйцевидные или продолговатые. Мелкие белые цветки собраны в верхушечные или верхнепазушные соцветия. Лепестки образуют трубчатый венчик, их длина больше чашелистиков. Плод костянка.

## Ареал
Виды рода Lissanthe являются эндемиками Австралии.

## Виды
Род включает в себя следующие виды:
- Lissanthe brevistyla A.R.Bean
- Lissanthe pluriloculata (F.Muell.) J.M.Powell
- Lissanthe powelliae Crayn & E.A.Br.
- Lissanthe rubicunda (F.Muell.) J.M.Powell
- Lissanthe sapida R.Br.
- Lissanthe scabra Crayn & E.A.Br.
- Lissanthe strigosa (Sm.) R.Br.